# Iachimeni, Edineț
Iachimeni este un sat din cadrul comunei Constantinovca din raionul Edineț, Republica Moldova.

## Demografie

### Structura etnică
Conform recensământului populației din 2004, în sat trăiau 29 de persoane: 21 de ucraineni și 8 moldoveni/români.